# Numizmatika
A numizmatika a pénz fizikai megjelenési formáival és az utóbbiaknak a pénztörténet során bekövetkezett változásaival foglalkozó történeti segédtudomány. Az érmék, illetve a pénz más megjelenési formáinak gyűjtése, az érmegyűjtés, vagy a notafília, azaz a papírpénzek gyűjtése ettől már részben vagy teljesen elvált szabadidős tevékenység.  
A numizmatika művelői, a numizmatikusok eredetileg a régi érmék tanulmányozásával foglalkoztak, érdeklődésük a 20. századtól már kiterjed a modern pénzformák és pénzhelyettesítők, valamint az értékpapírok kutatására is. A numizmatikusok legfontosabb tevékenységei közé tartozik mindenekelőtt a pénzek és pénzhelyettesítők tanulmányozása, gyűjtése és rendszerezése, melyhez szükséges a régi feliratok tanulmányozása (paleográfia) és a címerek ismerete (heraldika). Az ásatásokon a régészek által feltárt érmék elemzését is numizmatikusok végzik, feladatuk a pénzek korának és származási helyének megállapítása, ez alapján pedig a lelet korának és eredetének (esetleg egykori tulajdonosának) megbecslése. Mivel a jelenkori pénzanyag már hatalmas mennyiségű és változatos, a numizmatika, a tudományos és a gyűjtő tevékenység egyaránt számos részterületre oszlik, így vannak például numizmatikusok, akik csak verde-, illetve nyomdahibás pénzek, csak szükségpénzek, csak értékpapírok vagy éppen kizárólag korabeli hamisítványok kutatásával foglalkoznak.
A pénzérmék és a papírpénzek egyben műtárgyak is, kisplasztikák illetve grafikák, amiket a a pénzek tervezői alkotnak.
Magyarországon szervezett keretek között a Magyar Nemzeti Múzeumban, a Magyar Numizmatikai Társulat keretein belül, valamint különböző egyetemeken folyik a kutatómunka. A tudományos numizmatikától elkülönülő érmegyűjtés társadalmi bázisát a Magyar Éremgyűjtők Egyesülete adja.

## A numizmatika tárgya
A numizmatika tárgya jól körülhatárolható, mivel elméletileg a történelem során készült valamennyi pénz katalogizálható, hiszen a pénz verése a szuverenitásból fakadó jog volt, ilyen döntés alapján hozták forgalomba. A gyakorlatban persze aligha lehet bármely nagyobb korszak pénzeinek katalógusát véglegesnek elfogadni, hiszen – főleg a régebbi korokból – eddig nem ismert típusok előkerülésére is lehet számítani. A numizmatika alapja tehát a leíró numizmatikának nevezhető tevékenység, amelynek révén létrejön egyes korok pénzeinek minél teljesebb katalógusa, amelyre aztán újabb példányok felfedezésekor hivatkozni lehet.
A numizmatika a történettudomány részterületei körül elsősorban természetesen a gazdaságtörténészek munkáját segítheti, de például a művészettörténészek is érdeklődéssel fordulnak a régi korok érméi felé.

### Az antikvitás numizmatikája
Az antik numizmatika az ókori görög és római, valamint e klasszikus kultúrák peremvidékén élő népek pénzverésével (például a kelta pénzverés foglalkozik. A vizsgált terület az Atlanti-óceán partvidékétől Indiáig és a Rajna-vidéktől Etiópiáig terjed.

### Utánzat, utánverés, hamisítás
A numizmatika tárgya a nem eredeti érmék, utánzat, utánverés, hamisítás felismerése is. Az utánzat, utánverés fogalmát az angol numizmatikai szakirodalom az imitation, a német a Nachprägung szóval jelöli. Azok a népek kezdtek utánzatokat verni, amelyek a szomszédságukban élő fejlettebb pénzrendszerrel rendelkező népektől átvették a pénzgazdálkodást, és elkezdték saját érméiket előállítani, de egyelőre a fejlettebb pénzeket másolva. Kezdetben ezeken az utánzott feliratok olvashatatlan betűutánzatok voltak. Később az idegen pénzek ábráit már saját felségjelükkel egészítették ki. A fejlődés előrehaladtával már csak a pénzrendszert vették át, mint a 10–11. századi közép-európai (magyar, cseh, lengyel) pénzverés, ami a Karoling dénárok rendszerét vette át.
A hamisítványok az utánzatoktól eltérően a megtévesztés szándékával készültek, készülnek. A korabeli hamisítvány rendszerint silányabb, értéktelenebb anyagból készült, így a hamisítás anyagi előnnyel járt. A történeti korok pénzeinek mai hamisítása műtárgyhamisítás, mivel mint pénzt, hanem mint régiséget hamisítják.
Tezaurációs céllal hivatalosan is készülnek utánveretek híres régi pénzekről, olyan évjárattal, ami annak idején nem készült, vagy kis jellel ellátva, hogy ne lehessen hamisítványnak tekinteni. Ilyen például a Mária Terézia (1780) SF tallér, amit ma is gyártanak és kereskednek vele.

## A numizmatika története
Érmék gyűjtésével már az ókorban is foglalkoztak az emberek, a legelső éremgyűjtők közé a római császárok tartoztak, többek között Augustus is. Később is csak a módosabb emberek engedhették meg maguknak az éremgyűjtést, ezért joggal nevezték a „királyok hobbijának”. Ebben az időszakban keletkeztek a nagy magángyűjtemények. A jelentősebb gyűjtők közé tartozott többek között VIII. Bonifác pápa, Petrarca, I. Miksa német-római császár, XIV. Lajos francia király, II. Joachim brandenburgi választófejedelem.
A numizmatikai irodalom kibontakozása a reneszánsz idején indult meg, ekkor főleg az ókori pénzek portréival foglalkoztak, például a német származású németalföldi festő és grafikus, Hubert Goltzius. A rendszerezett kutatások a 16. század végétől indulnak, majd egyre több volt a tudományos igényű munka. A Numismatic Society of London 1836-os megalakulása után sorra jöttek létre az érmegyűjtők szakmai egyesületei. A 19. század emellett a nemzeti közgyűjtemények létrehozásának időszaka is volt. A leghíresebb közgyűjtemények Bécsben, Berlinben, Brüsszelben, Londonban, Párizsban, Athénban és New Yorkban találhatók, melyek a század vége óta katalógusokban tárják a nyilvánosság elé gyűjteményüket. A papírpénzek rendszerbe foglalása a 20. században történt meg, fő úttörőjének Albert Picket tekintik.